# 何二水
何二水（1910年—1985年1月），名炎，后改为焱，字爽夫，浙江绍兴人，书法家、治印者，曾长期供职银行保险业。新中国成立后首个书法团体——北京中国书法研究社的创社成员之一，擅长隶书、行书。